# A gyilkos járat
A gyilkos járat (eredeti cím: Bullet Train) 2022-ben bemutatott amerikai akcióvígjáték, melyet Zak Olkewicz forgatókönyvéből David Leitch rendezett. A főbb szerepekben Brad Pitt, Joey King, Aaron Taylor-Johnson, Brian Tyree Henry, Andrew Koji, Szanada Hirojuki, Michael Shannon, Benito A Martínez Ocasio és Sandra Bullock látható.
Az Amerikai Egyesült Államokban 2022. augusztus 5-én a Sony Pictures Releasing, míg Magyarországon augusztus 3-án az InterCom Zrt. forgalmazásában mutatták be a mozikban.

## Cselekmény
Katica, a kiképzett gyilkos végezni akar magával, de kiképzője, Maria Beetle visszahívja, és megbízza, hogy egy Tokióból Kiotóba tartó gyorsvonaton begyűjtsön egy aktatáskát. A vonaton ő és a többi, egymással versengő bérgyilkos felfedezi, hogy céljuk mind kapcsolatban áll egymással.

## Szereplők
| Szerep                 | Színész                   | Magyar hang        | Leírás                                                                |
| ---------------------- | ------------------------- | ------------------ | --------------------------------------------------------------------- |
| Katica                 | Brad Pitt                 | Stohl András       | Tapasztalt, de szerencsétlen amerikai bérgyilkos.                     |
| A Herceg               | Joey King                 | Törőcsik Franciska | Brit bérgyilkos, aki iskoláslánynak adja ki magát. Fehér halál lánya. |
| Mandarin               | Aaron Taylor-Johnson      | Makranczi Zalán    | Brit bérgyilkos, Citrom testvére.                                     |
| Citrom                 | Brian Tyree Henry         | Gémes Antos        | Brit bérgyilkos, Mandarin testvére.                                   |
| Az Apa / Juicsi Kimura | Andrew Koji               | Novkov Máté        | Japán bérgyilkos.                                                     |
| A Bölcs                | Szanada Hirojuki          | Kaszás Gergő       | Nyugalmazott japán bérgyilkos, Kimura apja.                           |
| A Fehér Halál          | Michael Shannon           | Rába Roland        | A bűnszervezet vezetője.                                              |
| Farkas                 | Benito A. Martínez Ocasio | Pál Tamás          | Mexikói bérgyilkos.                                                   |
| Maria Beetle           | Sandra Bullock            | Für Anikó          | Katica kapcsolattartója és összekötője.                               |
| Darázs                 | Zazie Beetz               | Pálmai Anna        | Amerikai bérgyilkos, aki a vonat személyzete tagjának adja ki magát.  |
| A Fiú                  | Logan Lerman              | Kádár-Szabó Bence  | Fehér Halál fia.                                                      |
| Kalauz                 | Masi Oka                  | Bor László         | A vonat kalauza.                                                      |
| Felszolgáló            | Karen Fukuhara            | nem szólal meg     | A vonatszemélyzet tagja.                                              |
| Alexei Ilyin           | Pasha D. Lychnikoff       | Epres Attila       |                                                                       |
| Vonat utas             | Channing Tatum            | Nagy Ervin         | A vonaton utazó férfi.                                                |
| Penge                  | Ryan Reynolds             | nem szólal meg     | Bérgyilkos, akinek feladatát Katica teljesíti.                        |

### Magyar változat
- Magyar szöveg: Tóth Tamás
- Hangmérnök: Tóth Péter Ákos
- Vágó: Sári-Szemerédi Gabriella
- Gyártásvezető: Fehér József
- Szinkronrendező: Tabák Kata
- Produkciós vezető: Hagen Péter

A szinkront a Mafilm Audio Kft. készítette.

## A film készítése
A gyilkos járatot eredetileg Antoine Fuqua – aki a film producere is volt – készítette, és a Fuqua Films nevű cége fejlesztette. Eredetileg erőszakos akciófilmnek szánták, de a projekt a fejlesztési folyamat során vígjátékká szelídült.
2020 júniusában bejelentették, hogy a Sony Pictures szerződést kötött David Leitch-csel Kōtarō Isaka regényének feldolgozására. A forgatókönyvet Zak Olkewicz írta , Brad Pitt pedig a következő hónapban szerepet kapott a filmben. Joey King tárgyalásokba kezdett, hogy csatlakozzon egy "cameo jellegű" mellékszerepként megjelölt szerepben. Szeptemberben Andrew Koji, októberben pedig Aaron Taylor-Johnson és Brian Tyree Henry csatlakozott a stábhoz. 2020 novemberében Zazie Beetz, Masi Oka, Michael Shannon, Logan Lerman és Szanada Hirojuki csatlakozott a szereplőgárdához, decemberben pedig Leitch elárulta, hogy Karen Fukuhara is csatlakozott, és az operatőr Jonathan Sela lesz. Ugyanebben a hónapban Bad Bunny is csatlakozott a stábhoz, Sandra Bullock a következő év februárjában lépett be Lady Gaga helyére, aki A Gucci-ház ütemezési ütközése miatt kénytelen volt kiszállni.
A film forgatása egyesek szerint 2020 októberében kezdődött Los Angelesben, a COVID-19 világjárvány idején; míg mások szerint az 2020. november 16-án kezdődött, és 2021 márciusában fejeződött be. A film kaszkadőrkoordinátora, Greg Rementer szerint a filmben a mutatványok 95 százalékát maga Pitt csinálta.

## Bemutató
A film eredetileg 2022. április 8-án jelent volna meg, majd 2022. július 15-re, később július 29-re, végül augusztus 5-re halasztották.